# Прапор Пакистану
Прапор Пакистану (Урду: پاکستان کا قومی پرچم) — створений на основі дизайну прапора партії Мусульманська ліга, який в свою чергу походив від прапорів Делійського султанату та Імперії Великих Монголів. Офіційно затверджений 11 серпня 1947 за три дні до проголошення незалежності Пакистану.
Зелений колір на прапорі символізує іслам, білий колір символізує інші релігії. Білий півмісяць означає прогрес, а біла зірка — світло та знання.

## Інші пакистанські прапори

### Прапори регіонів Пакистану

Прапор Панджабу
Прапор Синду
Прапор Белуджистану
Прапор Хайбер-Пахтунхва
Прапор Федерально керованих племінних територій
Флаг Азад Кашміру

### Прапори органів державної влади

Штандарт президента Пакистану
Штандарт Прем'єр-міністра Пакистану
Прапор Верховного суду Пакистану
Прапор Федерального шаріатского суду Пакистану
Цивільний авіаційний прапор Пакистану
Прапор Збройних сил Пакистану
Прапор Військово-повітряних сил Пакистану
Прапор Військово-морських сил Пакистану
Варіація прапору Військово-морських сил Пакистану